# Mathieu Vallauri
Mathieu Vallauri es un deportista francés que compitió en judo. Ganó una medalla de plata en el Campeonato Europeo de Judo de 1962 en la categoría de +80 kg.

## Palmarés internacional
| Campeonato Europeo | Campeonato Europeo | Campeonato Europeo | Campeonato Europeo |
| Año                | Lugar              | Medalla            | Categoría          |
| ------------------ | ------------------ | ------------------ | ------------------ |
| 1962               | Essen (RFA)        | Medalla de plata   | +80 kg             |